# SASEA
La SASEA, anciennement « Société anonyme suisse d'exploitations agricoles », est une holding suisse. 

## Histoire
Vendue par le Vatican à Florio Fiorini dans les années 1980, la société est mise en faillite au début des années 1990  et provoque la plus importante faillite de Suisse. Le principal débiteur du groupe était alors le Crédit Lyonnais Bank Nederland (CLBN), filiale néerlandaise du Crédit lyonnais. Cette faillite se déroule dans le cadre de l’affaire du Crédit lyonnais.
L'affaire tourne autour d’une « escroquerie au marché » : un emprunt obligataire lancé le 28 juin 1990 était basé sur des faux. Le juge Jean-Louis Crochet a instruit cette affaire qui concerne un passif d’environ 2,5 milliards de francs, y consacrant plus de mille heures d’audience et 650 classeurs fédéraux.